# Prymas Królestwa Polskiego
Prymas Królestwa Polskiego (ros. Примас королевства польского) – tytuł honorowy noszony w latach 1818–1829 przez arcybiskupów warszawskich. W 1925 r. przywrócono ten tytuł dożywotnio Aleksandrowi Kakowskiemu. Po jego śmierci w 1938 r. nie był już nadawany.
| Wizerunek | Imię i nazwisko          | Lata sprawowania funkcji | Uwagi                                                     |
| --------- | ------------------------ | ------------------------ | --------------------------------------------------------- |
|           | Franciszek Malczewski    | 1818–1819                |                                                           |
|           | Szczepan Hołowczyc       | 1819–1822                |                                                           |
|           | Wojciech III Skarszewski | 1824–1827                |                                                           |
|           | Jan XII Paweł Woronicz   | 1828–1829                | po jego śmierci Mikołaj I zakazał używania tytułu prymasa |
|           | Aleksander Kakowski      | 1925–1938                | kardynał                                                  |